# Hiposideri de Cantor
L'hiposideri de Cantor (Hipposideros galeritus) és una espècie de ratpenat que es troba a l'Índia, Indonèsia, Malàisia, Sri Lanka i Tailàndia.